# Шанде
Шанде (фр. Chandai) насеље је и општина у северној Француској у региону Доња Нормандија, у департману Орн која припада префектури Мортањ о Перш.
По подацима из 2011. године у општини је живело 670 становника, а густина насељености је износила 48,8 становника/km². Општина се простире на површини од 13,73 km². Налази се на средњој надморској висини од 200 метара (максималној 222 m, а минималној 187 m).

## Демографија
| 1962. | 1968. | 1975. | 1982. | 1990. | 1999. | 2011. |
| ----- | ----- | ----- | ----- | ----- | ----- | ----- |
| 438   | 416   | 494   | 555   | 583   | 540   | 670   |

График промене броја становника у току последњих година